# Prawy Las
Prawy Las – wieś w Polsce położona w województwie podlaskim, w powiecie suwalskim, w gminie Przerośl.
Wieś królewska starostwa niegrodowego przeroskiego położona była w końcu XVIII wieku w powiecie grodzieńskim województwa trockiego. W latach 1975–1998 miejscowość administracyjnie należała do województwa suwalskiego.
W okresie międzywojennym stacjonowała tu placówka Straży Celnej „Prawy Las”.
Jak większość wiosek z północnej Suwalszczyzny, jest złożona z gospodarstw luźno rozrzuconych po okolicznych wzniesieniach morenowych. 
We wsi, poza owymi kilkoma gospodarstwami, znajdują się dwa niemieckie bunkry z czasów II wojny światowej (część planowanej dużo szerszej linii obronnej z wiosny 1940 roku). Jeden bunkier jest rozerwany przez wysadzenie, drugi jest zachowany w stanie nienaruszonym. 
W Prawym Lesie, nieopodal gospodarstwa pp. Podziewskich znajduje się duży głaz narzutowy, postawiony na mniejszych kamieniach, otoczony drzewami i wałem z 3 stron. Ma on wyrzeźbione symbole III Rzeszy. Na temat okoliczności powstania tego grobu - pomnika istnieją różne teorie. Jedna twierdzi, że jest to nagrobek generała Luftwaffe, którego samolot został zestrzelony, inna - że jest to pomnik ku czci oficera nadzorującego budowę bunkrów, który zginął w wypadku samochodowym. 
Około 1000 metrów od Prawego Lasu, w kierunku Puszczy Rominckiej, znajdują się ślady po nieistniejącej wsi Golubie (Gollubien), a 4 kilometry na zachód - mosty w Stańczykach.

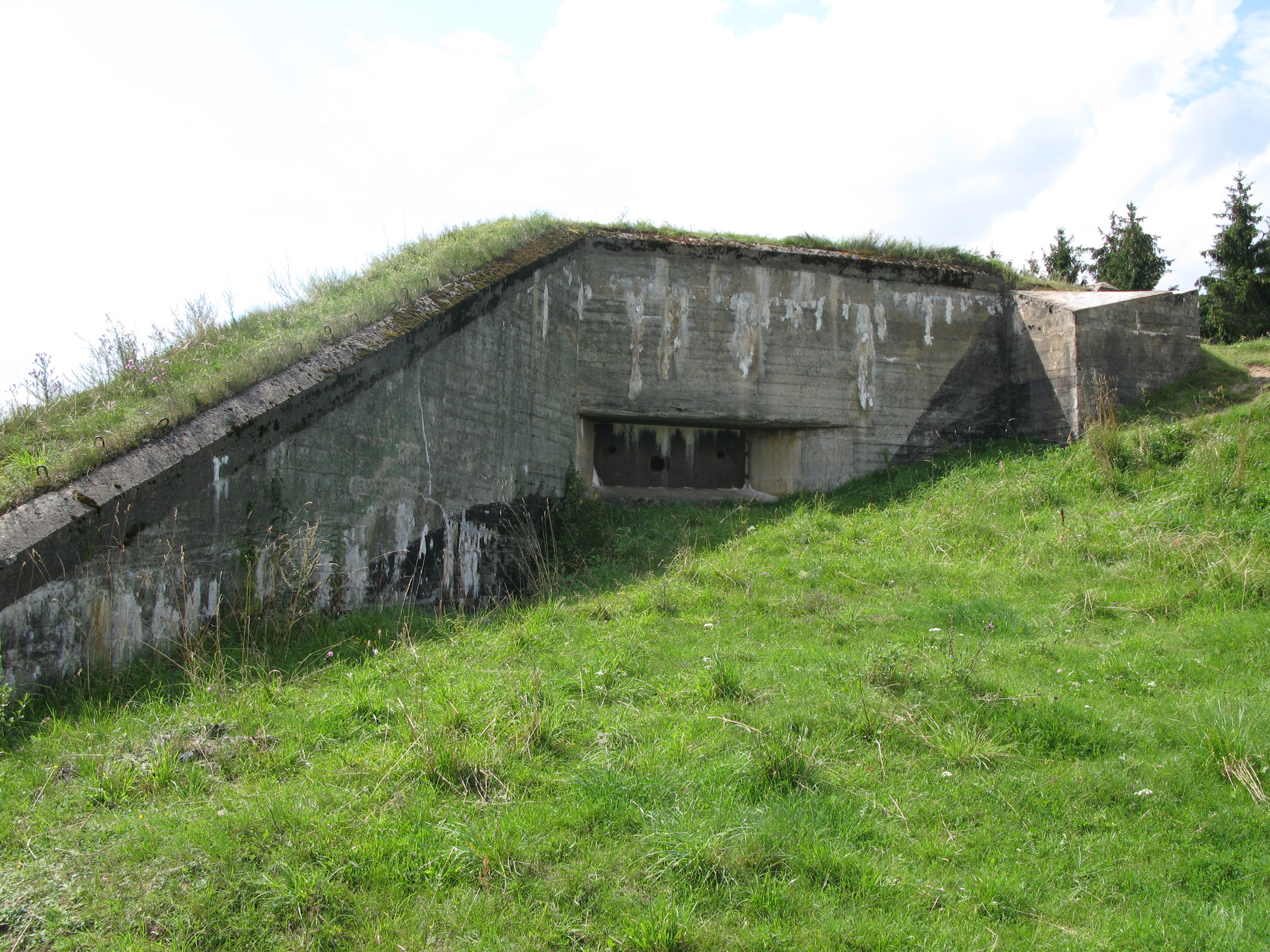
Bunkier - widok od frontu
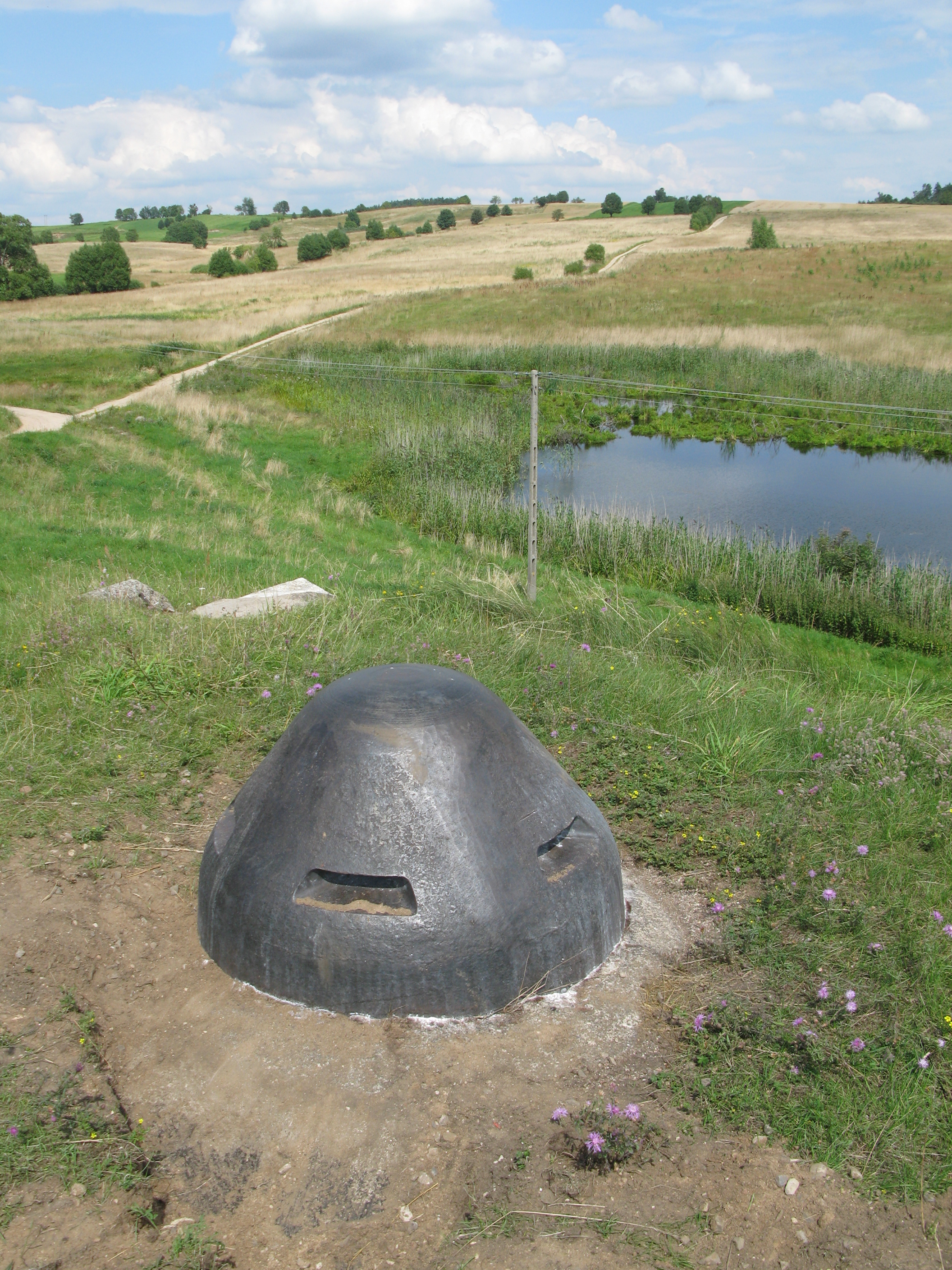
Wieżyczka strzelnicza bunkru w Prawym Lesie i widok na okoliczne wzgórza morenowe
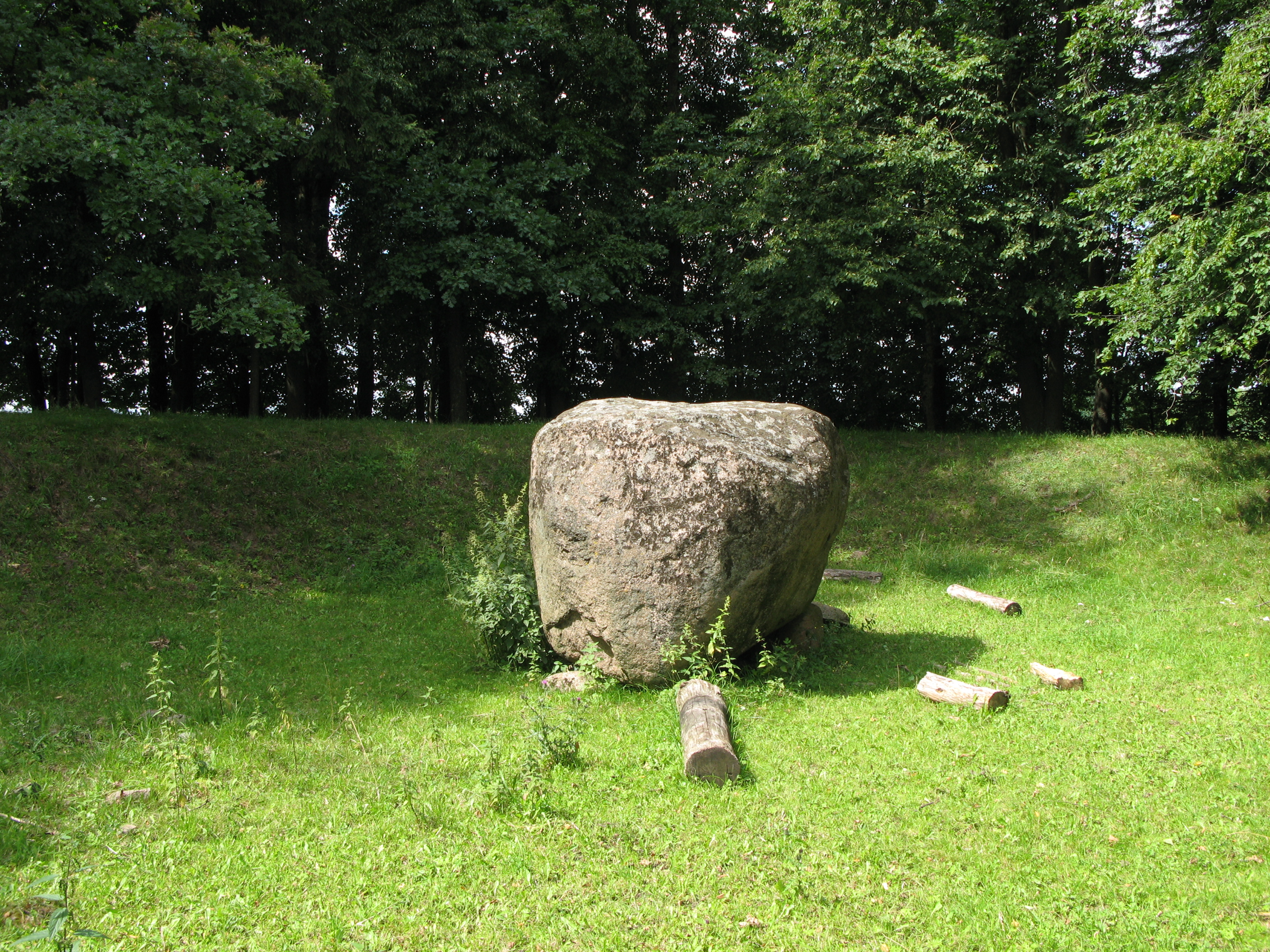
Głaz narzutowy wykorzystany przez Niemców jako grób-pomnik poniemiecki
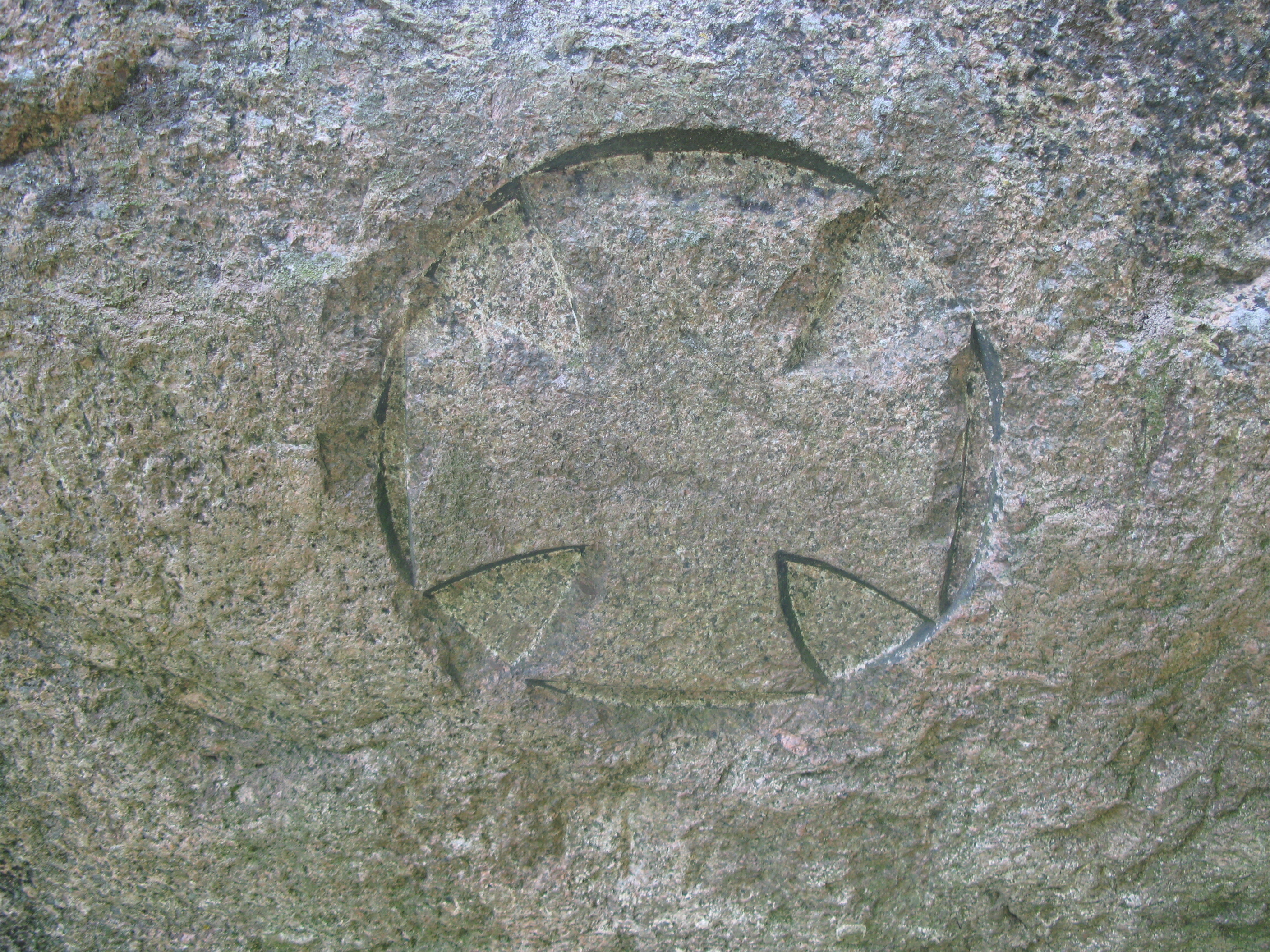
Boczna płaskorzeźba, dobrze zachowana, prezentująca Żelazny Krzyż